# 百薩克
百薩克是一位19世紀後期著名的孟加拉作家。他以與麥可·默圖蘇丹·达塔的友誼而聞名。他於1901年之前去世。
他于1890年的論文中發表對游方僧普林格爾的詳盡研究。